# عثمان بن محمد العامري
عثمان العامري هو عثمان بن محمد العامري. أبو عمرو. آخر ملوك الدولة العامرية في الأندلس.
بُويع بالحكم بعد موت أبيه في بلنسية عام 478 هـ (1085م). لكن القادر بن ذي النون حاكم طليطلة السابق (التي احتلها ألفونسو السادس ملك قشتالة قبيل ذلك) احتلها، ومات عثمان في بلنسية بعدة فترة حكم امتدت حوالي تسعة أشهر (عام 1086م).